# Camera dei rappresentanti del Rhode Island
La Camera dei rappresentanti del Rhode Island è la camera bassa dell’Assemblea generale del Rhode Island. Essa si riunisce, insieme al Senato, nel Campidoglio dello Stato del Rhode Island. 
È composta da 75 membri, ognuno dei quali eletti per un mandato biennale. I rappresentanti non sono soggetti a un numero di mandati.